# 長尾忠景
長尾 忠景（ながお ただかげ）は、室町時代後期の武将。総社（惣社）長尾氏5代当主。山内上杉家の家宰。武蔵国守護代。尾張守。

## 略歴
白井長尾家・長尾景仲の二男。
惣社長尾家・長尾景棟の養子となり、家督を継いだ。その後、武蔵国守護代など、山内上杉家の要職を務めた。一方、実家の白井長尾家では、父・景仲が山内上杉家の執事に就任し、父の後は兄・景信が執事となっていた。
文明5年（1473年）に景信が死去すると、上杉顕定は忠景を山内家の執事とした。これに不満を抱いた景信の子・長尾景春は足利成氏に通じ、顕定に反乱を起こした（長尾景春の乱）。
忠景は顕定方の将として甥の景春の反乱の鎮圧に転戦するも、五十子の戦いで敗北し上野に逃れるなど苦戦を強いられた。反乱が終息した後も長享の乱が勃発すると、それまで協調してきた主家の山内上杉家と扇谷上杉家が対立関係となり、忠景の本拠である上野においては長野氏ら上州一揆の国人勢力が台頭するなど、晩年まで戦いの人生を送った。
鎌倉円覚寺雲頂庵を再興した。
文亀元年（1501年）閏6月29日、死去。法名は敬叟皎忠。

## 惣社長尾氏の継承について
系譜上では長尾景棟あるいは弟の良済（ともに早世）の養子とされているが、「長林寺本長尾系図」には忠景を「芳伝名代」と記している。また、文明5年（1473年）－同8年（1476年）頃に忠景が所領における地子徴収に関する諍いに関して述べた書状において、芳伝から所領を継承して卅ヶ年経ったと述べている（「雲頂庵文書」所収長尾忠景書状）。芳伝とは景棟・良済の父で山内上杉家の家宰を務めていた長尾忠政の法号であり、系図からは忠景は芳伝（忠政）の名代（家督）を継承し、書状の内容から宝徳2年（1450年）の事とされる忠政の生前の文安年間（1444年 - 1448年）には忠景が既に総社長尾家を継承していたことになる。従って、実子2人に先立たれて後継者を失った忠政が忠景を養子に迎えたとみられる。